# BK Lokomotiva Karlovy Vary
Le BK Lokomotiva Karlovy Vary est un club féminin tchèque de basket-ball, évoluant dans la ville de Karlovy Vary.

## Entraîneurs successifs
- Depuis ? : Jiri Barta